# Semifinales del Torneo Apertura 2015 (Colombia)
En las semifinales del Torneo Apertura 2015 participaron los mejores cuatro equipos del campeonato. Estos fueron distribuidos en dos parejas de acuerdo a las llaves resultantes que se formaron tras los duelos de los cuartos de final del torneo finalización. Cada pareja de equipos se enfrentó en una serie de dos partidos, a ida y vuelta. En caso de empate en el total de goles se realizaría una tanda de penales, sin prórroga previa.

## Llaves

### Deportes Tolima - Independiente Medellín
| 27 de mayo de 2015, 19:45 | Deportes Tolima | 0:0 (0:0) | Independiente Medellín | Estadio Metropolitano de Techo, Bogotá                      |                                                             |
|                           |                 | Reporte   |                        | Asistencia: 12.000 espectadores Árbitro(s): Gustavo Murillo | Asistencia: 12.000 espectadores Árbitro(s): Gustavo Murillo |

| 31 de mayo de 2015, 17:00 | Independiente Medellín                        | 3:1 (0:1) | Deportes Tolima | Estadio Atanasio Girardot, Medellín                      |                                                          |
|                           | J. D. Pérez 76' · Hechalar 81' · Monsalvo 88' |           | M. Pérez 21'    | Asistencia: 41.487 espectadores Árbitro(s): Luis Sánchez | Asistencia: 41.487 espectadores Árbitro(s): Luis Sánchez |

Ida
| 12         | Guardameta     | Joel Silva             |     |
| 3          | Defensa        | John Valencia          |     |
| 5          | Defensa        | Julián Quiñones        | 81' |
| 13         | Defensa        | Didier Delgado         |     |
| 20         | Defensa        | Danovis Banguero       |     |
| 6          | Centrocampista | Wilmar Barrios         |     |
| 30         | Centrocampista | Avimiled Rivas         |     |
| 10         | Centrocampista | Jonathan Estrada       |     |
| 11         | Centrocampista | Andrés Felipe Ibargüen |     |
| 20         | Delantero      | Héctor Acuña           | 68' |
| 18         | Delantero      | Marco Pérez            |     |
| Entrenador | Entrenador     | Alberto Gamero         |     |

| 12         | Guardameta     | Anthony Silva         |     |
| 5          | Defensa        | Jefferson Mena        |     |
| 6          | Defensa        | Matías Cahais         |     |
| 13         | Defensa        | Juan Camilo Angulo    |     |
| 11         | Defensa        | Vladimir Marín        |     |
| 19         | Centrocampista | Jherson Córdoba       |     |
| 15         | Centrocampista | Cristian Restrepo     |     |
| 17         | Centrocampista | Christian Marrugo     |     |
| 7          | Centrocampista | Juan David Pérez      | 54' |
| 20         | Centrocampista | Hernán Hechalar       | 69' |
| 9          | Delantero      | Juan Fernando Caicedo | 83' |
| Entrenador | Entrenador     | Leonel Álvarez        |     |

| 14 | Delantero | Isaac Arias     | 68' |
| 15 | Defensa   | Breyner Bonilla | 81' |

| 18 | Centrocampista | Brayan Edison Angulo | 54' |
| 24 | Delantero      | Charles Monsalvo     | 69' |
| 2  | Defensa        | Hernán Pertúz        | 83' |

| ' | ' | ' |  |

| Amonestado | 73' | Julián Quiñones |

| Amonestado | 61' | Cristian Restrepo |
| Amonestado | 83' | Jherson Córdoba   |

| Árbitro | Gilberto Murillo |

| 12         | Guardameta     | Joel Silva             |     |
| 3          | Defensa        | John Valencia          |     |
| 5          | Defensa        | Julián Quiñones        | 81' |
| 13         | Defensa        | Didier Delgado         |     |
| 20         | Defensa        | Danovis Banguero       |     |
| 6          | Centrocampista | Wilmar Barrios         |     |
| 30         | Centrocampista | Avimiled Rivas         |     |
| 10         | Centrocampista | Jonathan Estrada       |     |
| 11         | Centrocampista | Andrés Felipe Ibargüen |     |
| 20         | Delantero      | Héctor Acuña           | 68' |
| 18         | Delantero      | Marco Pérez            |     |
| Entrenador | Entrenador     | Alberto Gamero         |     |

| 12         | Guardameta     | Anthony Silva         |     |
| 5          | Defensa        | Jefferson Mena        |     |
| 6          | Defensa        | Matías Cahais         |     |
| 13         | Defensa        | Juan Camilo Angulo    |     |
| 11         | Defensa        | Vladimir Marín        |     |
| 19         | Centrocampista | Jherson Córdoba       |     |
| 15         | Centrocampista | Cristian Restrepo     |     |
| 17         | Centrocampista | Christian Marrugo     |     |
| 7          | Centrocampista | Juan David Pérez      | 54' |
| 20         | Centrocampista | Hernán Hechalar       | 69' |
| 9          | Delantero      | Juan Fernando Caicedo | 83' |
| Entrenador | Entrenador     | Leonel Álvarez        |     |

| 14 | Delantero | Isaac Arias     | 68' |
| 15 | Defensa   | Breyner Bonilla | 81' |

| 18 | Centrocampista | Brayan Edison Angulo | 54' |
| 24 | Delantero      | Charles Monsalvo     | 69' |
| 2  | Defensa        | Hernán Pertúz        | 83' |

| ' | ' | ' |  |

| Amonestado | 73' | Julián Quiñones |

| Amonestado | 61' | Cristian Restrepo |
| Amonestado | 83' | Jherson Córdoba   |

| Árbitro | Gilberto Murillo |

Vuelta
| 12         | Guardameta     | Anthony Silva         |     |
| 5          | Defensa        | Jefferson Mena        |     |
| 6          | Defensa        | Matías Cahais         |     |
| 13         | Defensa        | Juan Camilo Angulo    | 63' |
| 11         | Defensa        | Vladimir Marín        |     |
| 15         | Centrocampista | Cristian Restrepo     |     |
| 8          | Centrocampista | John Édison Hernández | 53' |
| 17         | Centrocampista | Christian Marrugo     |     |
| 7          | Centrocampista | Juan David Pérez      |     |
| 20         | Centrocampista | Hernán Hechalar       |     |
| 9          | Delantero      | Juan Fernando Caicedo | 66' |
| Entrenador | Entrenador     | Leonel Álvarez        |     |

| 12         | Guardameta     | Joel Silva             |     |
| 3          | Defensa        | John Valencia          |     |
| 15         | Defensa        | Breyner Bonilla        |     |
| 13         | Defensa        | Didier Delgado         | 11' |
| 20         | Defensa        | Danovis Banguero       |     |
| 6          | Centrocampista | Wilmar Barrios         |     |
| 30         | Centrocampista | Avimiled Rivas         | 76' |
| 10         | Centrocampista | Jonathan Estrada       |     |
| 11         | Centrocampista | Andrés Felipe Ibargüen |     |
| 20         | Delantero      | Isaac Arias            | 63' |
| 18         | Delantero      | Marco Pérez            |     |
| Entrenador | Entrenador     | Alberto Gamero         |     |

| 2  | Defensa        | Hernán Pertúz        | 53' |
| 18 | Centrocampista | Brayan Edison Angulo | 63' |
| 24 | Delantero      | Charles Monsalvo     | 66' |

| 21 | Delantero      | Juan Alejandro Mahecha | 11' |
| 26 | Centrocampista | Nicolás Palacios       | 63' |
| 16 | Defensa        | Fainer Torijano        | 76' |

| Anotado | 76' | Juan David Pérez |
| Anotado | 81' | Hernán Hechalar  |
| Anotado | 88' | Charles Monsalvo |

| Anotado | 21' | Marco Pérez |

| Amonestado | 45' | Hernán Hechalar      |
| Amonestado | 84' | Brayan Edison Angulo |
| Amonestado | 90' | Charles Monsalvo     |

| Amonestado | 29' | Avimiled Rivas         |
| Amonestado | 46' | Breyner Bonilla        |
| Amonestado | 56' | Juan Alejandro Mahecha |
| Amonestado | 68' | Danovis Banguero       |
| Amonestado | 85' | Wilmar Barrios         |

| Árbitro | Luis Sanchez |

| 12         | Guardameta     | Anthony Silva         |     |
| 5          | Defensa        | Jefferson Mena        |     |
| 6          | Defensa        | Matías Cahais         |     |
| 13         | Defensa        | Juan Camilo Angulo    | 63' |
| 11         | Defensa        | Vladimir Marín        |     |
| 15         | Centrocampista | Cristian Restrepo     |     |
| 8          | Centrocampista | John Édison Hernández | 53' |
| 17         | Centrocampista | Christian Marrugo     |     |
| 7          | Centrocampista | Juan David Pérez      |     |
| 20         | Centrocampista | Hernán Hechalar       |     |
| 9          | Delantero      | Juan Fernando Caicedo | 66' |
| Entrenador | Entrenador     | Leonel Álvarez        |     |

| 12         | Guardameta     | Joel Silva             |     |
| 3          | Defensa        | John Valencia          |     |
| 15         | Defensa        | Breyner Bonilla        |     |
| 13         | Defensa        | Didier Delgado         | 11' |
| 20         | Defensa        | Danovis Banguero       |     |
| 6          | Centrocampista | Wilmar Barrios         |     |
| 30         | Centrocampista | Avimiled Rivas         | 76' |
| 10         | Centrocampista | Jonathan Estrada       |     |
| 11         | Centrocampista | Andrés Felipe Ibargüen |     |
| 20         | Delantero      | Isaac Arias            | 63' |
| 18         | Delantero      | Marco Pérez            |     |
| Entrenador | Entrenador     | Alberto Gamero         |     |

| 2  | Defensa        | Hernán Pertúz        | 53' |
| 18 | Centrocampista | Brayan Edison Angulo | 63' |
| 24 | Delantero      | Charles Monsalvo     | 66' |

| 21 | Delantero      | Juan Alejandro Mahecha | 11' |
| 26 | Centrocampista | Nicolás Palacios       | 63' |
| 16 | Defensa        | Fainer Torijano        | 76' |

| Anotado | 76' | Juan David Pérez |
| Anotado | 81' | Hernán Hechalar  |
| Anotado | 88' | Charles Monsalvo |

| Anotado | 21' | Marco Pérez |

| Amonestado | 45' | Hernán Hechalar      |
| Amonestado | 84' | Brayan Edison Angulo |
| Amonestado | 90' | Charles Monsalvo     |

| Amonestado | 29' | Avimiled Rivas         |
| Amonestado | 46' | Breyner Bonilla        |
| Amonestado | 56' | Juan Alejandro Mahecha |
| Amonestado | 68' | Danovis Banguero       |
| Amonestado | 85' | Wilmar Barrios         |

| Árbitro | Luis Sanchez |

### Deportivo Cali - Millonarios
| 28 de mayo de 2015, 19:00 | Millonarios                         | 3:2 (1:1) | Deportivo Cali          | Estadio El Campín, Bogotá                                 |                                                           |
|                           | Uribe 26' (pen.), 60' · Candelo 87' | Reporte   | Murillo 30' · Pérez 57' | Asistencia: 33.089 espectadores Árbitro(s): Nicolás Gallo | Asistencia: 33.089 espectadores Árbitro(s): Nicolás Gallo |

| 31 de mayo de 2015, 19:30 | Deportivo Cali                                | 1:0 (1:0) (4:3 p.)         | Millonarios                                   | Estadio Deportivo Cali, Palmira                          |                                                          |
|                           | Casierra 29'                                  | Reporte                    |                                               | Asistencia: 38.000 espectadores Árbitro(s): Adrián Vélez | Asistencia: 38.000 espectadores Árbitro(s): Adrián Vélez |
|                           |                                               | Tiros desde el punto penal |                                               |                                                          |                                                          |
|                           | Pérez · Preciado · Roa · Nasuti · Hernández · |                            | Vargas · Ramírez · Torres · Uribe · Delgado · |                                                          |                                                          |

Ida
| 27         | Guardameta     | Nicolás Vikonis        |     |
| 29         | Defensa        | Román Torres           |     |
| 5          | Defensa        | Andrés Cadavid         |     |
| 23         | Defensa        | Lewis Ochoa            |     |
| 6          | Defensa        | Luis Mosquera          | 89' |
| 22         | Centrocampista | Fabián Vargas          |     |
| 8          | Centrocampista | Rafael Robayo          |     |
| 14         | Centrocampista | David Macalister Silva |     |
| 30         | Centrocampista | Federico Insúa         | 59' |
| 20         | Delantero      | Fernando Uribe         |     |
| 9          | Delantero      | Edier Tello            | 59' |
| Entrenador | Entrenador     | Ricardo Lunari         |     |

| 12         | Guardameta     | Ernesto Hernández      |     |
| 16         | Defensa        | Germán Mera            |     |
| 4          | Defensa        | Cristian Nasuti        |     |
| 13         | Defensa        | Helibelton Palacios    |     |
| 18         | Defensa        | Frank Fabra            |     |
| 35         | Centrocampista | Kevin Balanta          |     |
| 5          | Centrocampista | Andrés Pérez           |     |
| 19         | Centrocampista | Yerson Candelo         |     |
| 25         | Centrocampista | Andrés Roa             |     |
| 29         | Delantero      | Miguel Murillo         | 73' |
| 7          | Delantero      | Harold Preciado        | 90' |
| Entrenador | Entrenador     | Fernando Castro Lozada |     |

| 10 | Centrocampista | Mayer Candelo     | 59' |
| 18 | Delantero      | Maximiliano Nuñez | 59' |
| 7  | Centrocampista | Javier Reina      | 89' |

| 31 | Centrocampista | Richard Rentería     | 73' |
| 10 | Centrocampista | David Ariel Mendieta | 89' |

| Anotado · Penal | 28' | Fernando Uribe |
| Anotado         | 61' | Fernando Uribe |
| Anotado         | 88' | Mayer Candelo  |

| Anotado | 30' | Miguel Murillo |
| Anotado | 57' | Andrés Pérez   |

| Amonestado | 32' | Andrés Cadavid  |
| Amonestado | 58' | Nicolás Vikonis |
| Amonestado | 65' | Fabián Vargas   |

| Expulsado  | 26' | Cristian Nasuti |
| Amonestado | 73' | Miguel Murillo  |
| Amonestado | 80' | Frank Fabra     |

| Árbitro | Nicolas Gallo |

| 27         | Guardameta     | Nicolás Vikonis        |     |
| 29         | Defensa        | Román Torres           |     |
| 5          | Defensa        | Andrés Cadavid         |     |
| 23         | Defensa        | Lewis Ochoa            |     |
| 6          | Defensa        | Luis Mosquera          | 89' |
| 22         | Centrocampista | Fabián Vargas          |     |
| 8          | Centrocampista | Rafael Robayo          |     |
| 14         | Centrocampista | David Macalister Silva |     |
| 30         | Centrocampista | Federico Insúa         | 59' |
| 20         | Delantero      | Fernando Uribe         |     |
| 9          | Delantero      | Edier Tello            | 59' |
| Entrenador | Entrenador     | Ricardo Lunari         |     |

| 12         | Guardameta     | Ernesto Hernández      |     |
| 16         | Defensa        | Germán Mera            |     |
| 4          | Defensa        | Cristian Nasuti        |     |
| 13         | Defensa        | Helibelton Palacios    |     |
| 18         | Defensa        | Frank Fabra            |     |
| 35         | Centrocampista | Kevin Balanta          |     |
| 5          | Centrocampista | Andrés Pérez           |     |
| 19         | Centrocampista | Yerson Candelo         |     |
| 25         | Centrocampista | Andrés Roa             |     |
| 29         | Delantero      | Miguel Murillo         | 73' |
| 7          | Delantero      | Harold Preciado        | 90' |
| Entrenador | Entrenador     | Fernando Castro Lozada |     |

| 10 | Centrocampista | Mayer Candelo     | 59' |
| 18 | Delantero      | Maximiliano Nuñez | 59' |
| 7  | Centrocampista | Javier Reina      | 89' |

| 31 | Centrocampista | Richard Rentería     | 73' |
| 10 | Centrocampista | David Ariel Mendieta | 89' |

| Anotado · Penal | 28' | Fernando Uribe |
| Anotado         | 61' | Fernando Uribe |
| Anotado         | 88' | Mayer Candelo  |

| Anotado | 30' | Miguel Murillo |
| Anotado | 57' | Andrés Pérez   |

| Amonestado | 32' | Andrés Cadavid  |
| Amonestado | 58' | Nicolás Vikonis |
| Amonestado | 65' | Fabián Vargas   |

| Expulsado  | 26' | Cristian Nasuti |
| Amonestado | 73' | Miguel Murillo  |
| Amonestado | 80' | Frank Fabra     |

| Árbitro | Nicolas Gallo |

Vuelta
| 12         | Guardameta     | Ernesto Hernández      |     |
| 16         | Defensa        | Germán Mera            |     |
| 4          | Defensa        | Cristian Nasuti        |     |
| 13         | Defensa        | Helibelton Palacios    |     |
| 18         | Defensa        | Frank Fabra            |     |
| 35         | Centrocampista | Kevin Balanta          |     |
| 5          | Centrocampista | Andrés Pérez           |     |
| 19         | Centrocampista | Yerson Candelo         | 85' |
| 25         | Centrocampista | Andrés Roa             |     |
| 30         | Delantero      | Mateo Casierra         |     |
| 7          | Delantero      | Harold Preciado        |     |
| Entrenador | Entrenador     | Fernando Castro Lozada |     |

| 1          | Guardameta     | Luis Enrique Delgado   |     |
| 29         | Defensa        | Román Torres           |     |
| 2          | Defensa        | Gabriel Díaz           |     |
| 23         | Defensa        | Lewis Ochoa            |     |
| 5          | Defensa        | Andrés Cadavid         |     |
| 22         | Centrocampista | Fabián Vargas          |     |
| 8          | Centrocampista | Rafael Robayo          |     |
| 14         | Centrocampista | David Macalister Silva | 90' |
| 30         | Centrocampista | Federico Insúa         | 57' |
| 18         | Delantero      | Maximiliano Nuñez      | 90' |
| 20         | Delantero      | Fernando Uribe         |     |
| Entrenador | Entrenador     | Ricardo Lunari         |     |

| 11 | Centrocampista | Juan Andrés Balanta | 85' |

| 10 | Centrocampista | Mayer Candelo         | 57' |
| 21 | Centrocampista | Carlos Andrés Ramírez | 90' |
| 9  | Delantero      | Edier Tello           | 90' |

| Anotado | 28' | Mateo Casierra |

|                   |                          | 0:1 | Acierto de penal         | Fabian Vargas         |
| Andrés Pérez      | Acierto de penal         | 1:1 |                          |                       |
|                   |                          | 1:1 | Fallo de penal (Atajado) | Carlos Andrés Ramírez |
| Harold Preciado   | Acierto de penal         | 2:1 |                          |                       |
|                   |                          | 2:2 | Acierto de penal         | Roman Torres          |
| Andrés Roa        | Fallo de penal (Atajado) | 2:2 |                          |                       |
|                   |                          | 2:3 | Acierto de penal         | Fernando Uribe        |
| Cristian Nasuti   | Acierto de penal         | 3:3 |                          |                       |
|                   |                          | 3:3 | Fallo de penal (Atajado) | Luis Enrique Delgado  |
| Ernesto Hernández | Acierto de penal         | 4:3 |                          |                       |

| Amonestado | 65' | Germán Mera     |
| Amonestado | 83' | Andrés Roa      |
| Amonestado | 84' | Cristian Nasuti |
| Amonestado | 90' | Harold Preciado |

| Amonestado | 50' | Andrés Cadavid       |
| Amonestado | 73' | Luis Enrique Delgado |
| Amonestado | 90' | Maximiliano Nuñez    |
| Expulsado  | 90' | Andrés Cadavid       |

| Árbitro | Adrian Velez |

| 12         | Guardameta     | Ernesto Hernández      |     |
| 16         | Defensa        | Germán Mera            |     |
| 4          | Defensa        | Cristian Nasuti        |     |
| 13         | Defensa        | Helibelton Palacios    |     |
| 18         | Defensa        | Frank Fabra            |     |
| 35         | Centrocampista | Kevin Balanta          |     |
| 5          | Centrocampista | Andrés Pérez           |     |
| 19         | Centrocampista | Yerson Candelo         | 85' |
| 25         | Centrocampista | Andrés Roa             |     |
| 30         | Delantero      | Mateo Casierra         |     |
| 7          | Delantero      | Harold Preciado        |     |
| Entrenador | Entrenador     | Fernando Castro Lozada |     |

| 1          | Guardameta     | Luis Enrique Delgado   |     |
| 29         | Defensa        | Román Torres           |     |
| 2          | Defensa        | Gabriel Díaz           |     |
| 23         | Defensa        | Lewis Ochoa            |     |
| 5          | Defensa        | Andrés Cadavid         |     |
| 22         | Centrocampista | Fabián Vargas          |     |
| 8          | Centrocampista | Rafael Robayo          |     |
| 14         | Centrocampista | David Macalister Silva | 90' |
| 30         | Centrocampista | Federico Insúa         | 57' |
| 18         | Delantero      | Maximiliano Nuñez      | 90' |
| 20         | Delantero      | Fernando Uribe         |     |
| Entrenador | Entrenador     | Ricardo Lunari         |     |

| 11 | Centrocampista | Juan Andrés Balanta | 85' |

| 10 | Centrocampista | Mayer Candelo         | 57' |
| 21 | Centrocampista | Carlos Andrés Ramírez | 90' |
| 9  | Delantero      | Edier Tello           | 90' |

| Anotado | 28' | Mateo Casierra |

|                   |                          | 0:1 | Acierto de penal         | Fabian Vargas         |
| Andrés Pérez      | Acierto de penal         | 1:1 |                          |                       |
|                   |                          | 1:1 | Fallo de penal (Atajado) | Carlos Andrés Ramírez |
| Harold Preciado   | Acierto de penal         | 2:1 |                          |                       |
|                   |                          | 2:2 | Acierto de penal         | Roman Torres          |
| Andrés Roa        | Fallo de penal (Atajado) | 2:2 |                          |                       |
|                   |                          | 2:3 | Acierto de penal         | Fernando Uribe        |
| Cristian Nasuti   | Acierto de penal         | 3:3 |                          |                       |
|                   |                          | 3:3 | Fallo de penal (Atajado) | Luis Enrique Delgado  |
| Ernesto Hernández | Acierto de penal         | 4:3 |                          |                       |

| Amonestado | 65' | Germán Mera     |
| Amonestado | 83' | Andrés Roa      |
| Amonestado | 84' | Cristian Nasuti |
| Amonestado | 90' | Harold Preciado |

| Amonestado | 50' | Andrés Cadavid       |
| Amonestado | 73' | Luis Enrique Delgado |
| Amonestado | 90' | Maximiliano Nuñez    |
| Expulsado  | 90' | Andrés Cadavid       |

| Árbitro | Adrian Velez |

## Clasificados a la final
| Independiente Medellín | Deportivo Cali |
| ---------------------- | -------------- |